# Гутхейль, Александр Богданович
Александр Богданович Гутхейль (нем. Alexander Gutheil; 1818 — 1882) — российский нотоиздатель. Основатель московской музыкально-издательской фирмы «А. Гутхейль».

## Биография
Александр Гутхейль родился в 1818 году в семье выходцев из Австрии. По национальности немец. В возрасте 18 лет начал работать в московском музыкальном магазине Карла Шильдбаха (Никольская улица, дом 7). Впоследствии женился на дочери владельца магазина Екатерине Карловне.
По другим данным, Александр Гутхейль происходил из Франкфурта-на-Майне, а в Москву переехал вместе с семьёй в начале 1850-х годов.
В 1859 году Александр Гутхейль основал в Москве музыкально-издательскую фирму. Издательство вместе с магазином музыкальных инструментов располагалось в доме 16 по Кузнецкому Мосту (сейчас известен как дом банка и торгового дома «И. В. Юнкер и Ко»). Скончался в 1882 году. После смерти Александра Богдановича фирму возглавил его сын Карл Александрович Гутхейль.